# Campionati del mondo di atletica leggera 2011 - Lancio del martello maschile
La competizione si è svolta tra il sabato 27 agosto 2011, con le qualificazioni, ed il lunedì 29 agosto con la finale.

## Podio
| Pos.    | Atleta         | Nazionalità | Misura  |
| ------- | -------------- | ----------- | ------- |
| Oro     | Kōji Murofushi | Giappone    | 81,24 m |
| Argento | Krisztián Pars | Ungheria    | 81,18 m |
| Bronzo  | Primož Kozmus  | Slovenia    | 79,39 m |

## Situazione pre-gara

### Record
Prima di questa competizione, il record del mondo (WR) e il record dei campionati (CR) erano i seguenti.
| Record                | Prestazione | Atleta                         | Data                                     | Competizione              |
| --------------------- | ----------- | ------------------------------ | ---------------------------------------- | ------------------------- |
| Record mondiale       | 86,74 m     | Jurij Sjedych Unione Sovietica | 30 agosto 1986 Stoccarda, Germania Ovest |                           |
| Record dei campionati | 83,89 m     | Ivan Cichan Bielorussia        | 8 agosto 2005 Helsinki, Finlandia        | Campionati del mondo 2005 |

### Campioni in carica
I campioni in carica, a livello mondiale e continentale, erano:
| Campionessa | Atleta                       | Prestazione | Data                              | Competizione                |
| ----------- | ---------------------------- | ----------- | --------------------------------- | --------------------------- |
| Olimpico    | Primož Kozmus Slovenia       | 82,02 m     | 17 agosto 2008 Pechino, Cina      | Giochi della XXIX Olimpiade |
| Mondiale    | Primož Kozmus Slovenia       | 80,84 m     | 17 agosto 2009 Berlino, Germania  | Campionati del mondo 2009   |
| Europeo     | Libor Charfreitag Slovacchia | 80,02 m     | 28 luglio 2010 Barcellona, Spagna | Campionati europei 2010     |

### La stagione
Prima di questa gara, gli atleti con le migliori tre prestazioni dell'anno erano:
| # | Atleta                      | Prestazione | Data                              |
| - | --------------------------- | ----------- | --------------------------------- |
| 1 | Aleksey Zagornyi Russia     | 81,73 m     | 4 giugno 2011 Yerino, Russia      |
| 2 | Pavel Kryvitski Bielorussia | 80,67 m     | 11 agosto 2011 Minsk, Bielorussia |
| 3 | Krisztián Pars Ungheria     | 80,63 m     | 7 agosto 2011 Szekszárd, Ungheria |

A breve distanza seguivano Kibwe Johnson, statunitense, con la misura di 80,31 m e l'italiano Nicola Vizzoni con 80,29 m.

## Qualificazioni
La qualificazione si è svolta con gli atleti divisi in due gruppi (A e B), a partire rispettivamente dalle 20:30 e dalle 22:00 del 27 agosto 2011.
Si qualificano per la finale i concorrenti che ottengono una misura di almeno 77,00 m; in mancanza di 12 qualificati, accedono alla finale i primi 12 atleti della qualificazione.
| Pos | Gruppo | Atleta                 | Paese         | 1ª prova | 3ª prova | 3ª prova | Risultato | Note                                     |
| --- | ------ | ---------------------- | ------------- | -------- | -------- | -------- | --------- | ---------------------------------------- |
| 1   | A      | Kōji Murofushi         | Giappone      | 78,56    |          |          | 78,56     | Q                                        |
| 2   | B      | Pavel Kryvitski        | Bielorussia   | x        | 76,80    | 78,16    | 78,16     | Q                                        |
| 3   | B      | Markus Esser           | Germania      | 77,69    |          |          | 77,60     | Q                                        |
| 4   | A      | Krisztián Pars         | Ungheria      | 77,21    | -        | -        | 77,21     | Q                                        |
| 5   | A      | Szymon Ziółkowski      | Polonia       | x        | 77,19    | -        | 77,19     | Q                                        |
| 6   | B      | Yury Shayunou          | Bielorussia   | 76,74    | 76,63    | 76,07    | 76,74     | q                                        |
| 7   | B      | Nicola Vizzoni         | Italia        | 75,41    | 76,30    | 76,74    | 76,74     | q                                        |
| 8   | A      | Olli-Pekka Karjalainen | Finlandia     | x        | 75,09    | 76,60    | 76,60     | q                                        |
| 9   | B      | Primož Kozmus          | Slovenia      | 76,21    | 76,54    | 76,44    | 76,54     | q                                        |
| 10  | B      | Paweł Fajdek           | Polonia       | 75,83    | 76,10    | 75,66    | 76,10     | q                                        |
| 11  | A      | Kirill Ikonnikov       | Russia        | 75,36    | x        | x        | 75,36     | q                                        |
| 12  | A      | Ali Mohamed Al-Zinkawi | Kuwait        | 75,35    | x        | x        | 75,35     |                                          |
| 13  | A      | Kibwe Johnson          | Stati Uniti   | 75,06    | x        | x        | 75,06     |                                          |
| 14  | B      | Sergej Litvinov        | Russia        | 74,80    | x        | 73,11    | 74,80     |                                          |
| 15  | B      | Kristóf Németh         | Ungheria      | 73,36    | 74,09    | 73,87    | 74,09     |                                          |
| 16  | B      | Olexiy Sokyrskiyy      | Ucraina       | x        | x        | 73,81    | 73,81     |                                          |
| 17  | A      | Esref Apak             | Turchia       | 73,38    | 71,99    | x        | 73,38     |                                          |
| 18  | B      | James Steacy           | Canada        | 73,32    | 71,74    | x        | 73,32     |                                          |
| 19  | A      | Igors Sokolovs         | Lettonia      | 71,90    | 71,64    | 72,95    | 72,95     |                                          |
| 20  | A      | Marcel Lomnický        | Slovacchia    | 72,68    | 71,44    | 72,16    | 72,68     |                                          |
| 21  | B      | Libor Charfreitag      | Slovacchia    | x        | 71,87    | 72,20    | 72,20     |                                          |
| 22  | A      | Valeriy Sviatokha      | Bielorussia   | x        | x        | 71,58    | 71,58     |                                          |
| 23  | A      | Eivind Henriksen       | Norvegia      | 68,24    | 71,27    | 70,02    | 71,27     |                                          |
| 24  | A      | András Haklits         | Croazia       | x        | 70,93    | x        | 70,93     |                                          |
| 25  | A      | Dzmitry Marshin        | Azerbaigian   | 70,04    | 68,94    | 68,99    | 70,04     |                                          |
| 26  | B      | Michael Mai            | Stati Uniti   | 68,35    | x        | 69,96    | 69,96     |                                          |
| 27  | B      | Fatih Eryildirim       | Turchia       | x        | 69,37    | 69,04    | 69,37     |                                          |
| 28  | A      | Yun-chul Lee           | Corea del Sud | x        | 67,14    | 68,98    | 68,98     | Miglior prestazione personale stagionale |
| 29  | A      | Mostafa El Gamel       | Egitto        | x        | 64,17    | 68,38    | 68,38     |                                          |
| 30  | A      | Kaveh Sadegh Mousavi   | Iran          | x        | 68,01    | x        | 68,01     |                                          |
| 31  | B      | Mattias Jons           | Svezia        | 67,93    | x        | x        | 67,93     |                                          |
| 32  | B      | Javier Cienfuegos      | Spagna        | x        | 66,78    | 67,49    | 67,49     |                                          |
| 33  | B      | Juan Ignacio Cerra     | Argentina     | 63,04    | x        | 64,27    | 64,27     |                                          |
| 34  | B      | Amanmurad Hommadov     | Turkmenistan  | 61,31    | 59,94    | 62,97    | 62,97     |                                          |
|     | A      | Dilshod Nazarov        | Tagikistan    |          |          |          | dq        |                                          |

Legenda: 
- x = Lancio nullo;
- Q = Qualificato direttamente;
- q = Ripescato;
- RN = Record nazionale;
- RP = Record personale;
- PS = Personale stagionale;
- NM = Nessun lancio valido;
- DNS = Non è sceso in pedana.

## Finale
La finale si è svolta a partire dalle 19:15 del 29 agosto 2011 ed è terminata dopo un'ora circa.

I migliori 8 classificati dopo i primi tre lanci accedono ai tre lanci di finale.
| #       | Atleta                 | Nazionalità | 1ª prova | 2ª prova | 3ª prova | 4ª prova | 5ª prova | 6ª prova | Misura | Note                                     |
| ------- | ---------------------- | ----------- | -------- | -------- | -------- | -------- | -------- | -------- | ------ | ---------------------------------------- |
| Oro     | Kōji Murofushi         | Giappone    | 79,72    | 81,03    | 81,24    | 79,42    | 81,24    | 80,83    | 81,24  | Miglior prestazione personale stagionale |
| Argento | Krisztián Pars         | Ungheria    | 77,26    | 78,84    | 79,14    | 79,97    | 60,34    | 81,18    | 81,18  | Miglior prestazione personale stagionale |
| Bronzo  | Primož Kozmus          | Slovenia    | 77,50    | 79,39    | 78,93    | x        | 76,02    | 78,19    | 79,39  | Miglior prestazione personale stagionale |
| 4       | Markus Esser           | Germania    | x        | 78,56    | 76,71    | 75,01    | 79,12    | 77,88    | 79,12  |                                          |
| 5       | Pavel Kryvitski        | Bielorussia | 73,98    | 78,24    | 78,53    | x        | 77,35    | x        | 78,53  |                                          |
| 6       | Kirill Ikonnikov       | Russia      | x        | x        | 77,22    | x        | 78,37    | 78,12    | 78,37  |                                          |
| 7       | Szymon Ziółkowski      | Polonia     | 75,04    | 77,64    | 76,65    | x        | 74,99    | 75,10    | 77,64  |                                          |
| 8       | Nicola Vizzoni         | Italia      | 77,04    | 76,31    | 76,94    | 76,01    | 75,82    | x        | 77,04  |                                          |
| 9       | Olli-Pekka Karjalainen | Finlandia   | 75,38    | 76,60    | 71,34    |          |          |          | 76,60  | Miglior prestazione personale stagionale |
| 10      | Paweł Fajdek           | Polonia     | 74,86    | x        | 75,20    |          |          |          | 75,20  |                                          |
|         | Yury Shayunou          | Bielorussia | x        | x        | x        |          |          |          | nm     |                                          |
|         | Dilshod Nazarov        | Tagikistan  |          |          |          |          |          |          | dq     |                                          |

Legenda: 
- x = Lancio nullo;
- Q = Qualificato direttamente;
- q = Ripescato;
- RN = Record nazionale;
- RP = Record personale;
- PS = Personale stagionale;
- NM = Nessun lancio valido;
- DNS = Non è sceso in pedana.